# François-Alexandre de Garsault
François Alexandre Pierre de Garsault, född 1693 i Aix-en-Provence, död 1778 i Paris, var en fransk botaniker, zoolog,  hippolog, pteridolog och illustratör.
Han var ledamot av Franska Vetenskapsakademien.
Auktorsnamnet Garsault kan användas för François-Alexandre de Garsault i samband med ett vetenskapligt namn inom botaniken; se Wikipediaartiklar som länkar till auktorsnamnet.
Auktorsnamnet Garsault kan användas för François-Alexandre de Garsault i samband med ett vetenskapligt namn inom zoologin; se Wikipedia-artiklar som länkar till auktorsnamnet.